# Gneisenaustraße 50 (Mönchengladbach)

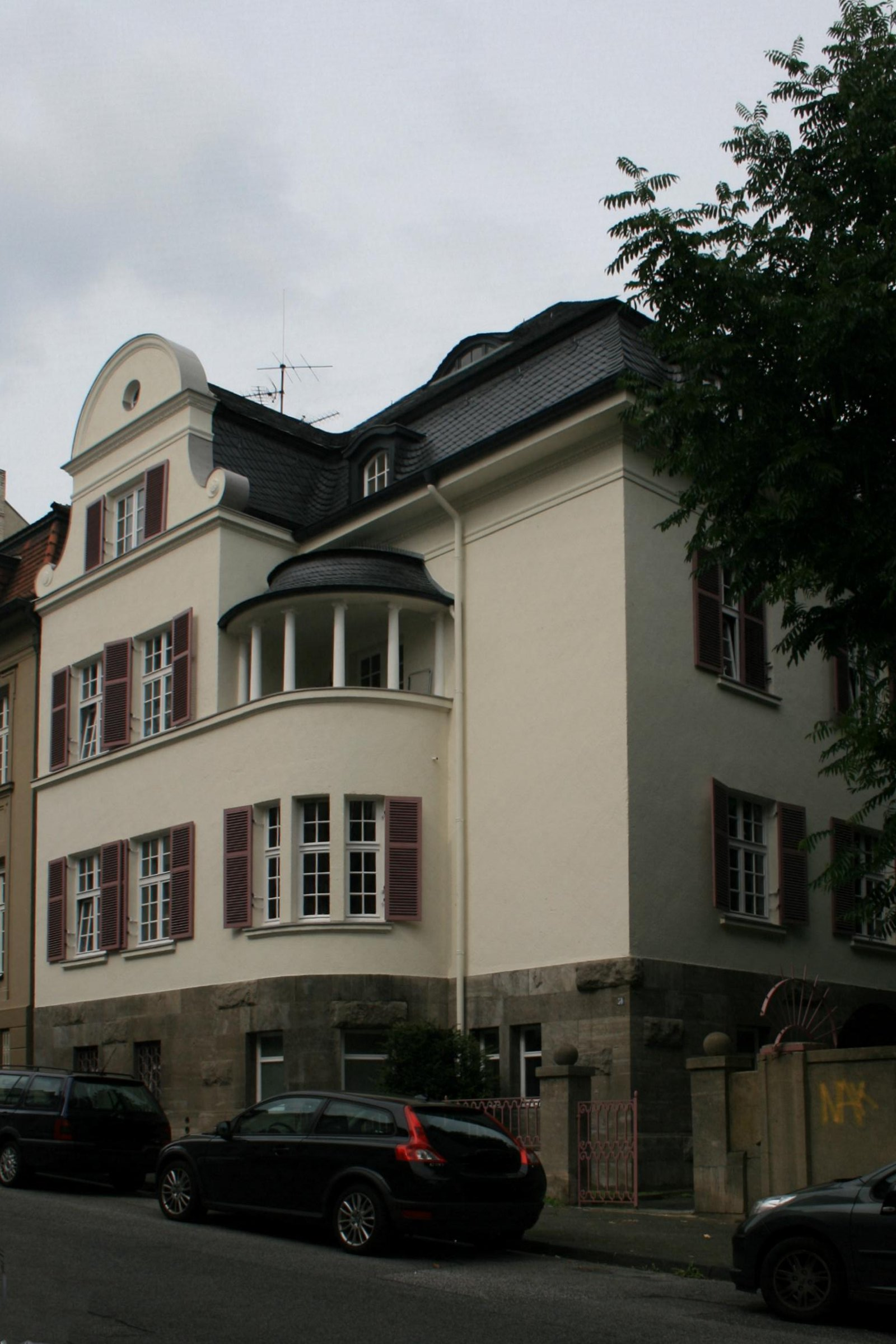
Wohnhaus und Pavillon (2010)

Das Wohnhaus mit Pavillon Gneisenaustraße 50 steht in Mönchengladbach (Nordrhein-Westfalen).
Das Gebäude wurde um 1910 erbaut. Es ist unter Nr. G 011 am 10. Dezember 1985 in die Denkmalliste der Stadt Mönchengladbach eingetragen worden.

## Architektur
Es handelt sich um ein zweigeschossiges Einzelwohnhaus aus der Zeit um 1910, dreiseitig freistehend, auf hohem, seitlich ebenerdig zugänglichem Untergeschoss und mit ausgebautem Mansardwalmdach.
Zum Baudenkmal gehören die Grundstückseinfriedung mit schmiedeeisernem Gitter und offenem Pavillon in Massivbauweise. Der schmucklose, glatt verputzte Bau mit Zeltdach steht an einer Gartenmauer und ist zu den übrigen Seiten durch rundbogenförmige Öffnungen offen. Das Gartenhaus steht heute auf einem Parkplatzgelände.